# Spokane County
Spokane County är ett administrativt område i delstaten Washington, USA. År 2010 hade countyt 471 221 invånare. Den administrativa huvudorten (county seat) är Spokane.

## Geografi
Enligt United States Census Bureau så har countyt en total area på 4 612 km². 4 568 km² av den arean är land och 92 km² är vatten. 

### Angränsande countyn
- Pend Oreille County - nord
- Bonner County, Idaho - nordöst
- Kootenai County, Idaho - öst
- Benewah County, Idaho - sydöst
- Whitman County - syd
- Lincoln County - väst
- Stevens County - nordväst